# Женщина в чёрном (фильм, 1989)
«Женщина в чёрном» (англ. The Woman in Black) — мистический телефильм, поставленный по роману английской писательницы Сьюзен Хилл «Женщина в чёрном».

## Сюжет
Молодой адвокат, Артур Кидд, отправляется в небольшой городок на восточном побережье Англии, чтобы разобраться с состоянием только что умершей миссис Элис Дрэблоу, одинокой вдовы, жившей в Ил-Марш-Хаус.
В поезде Кидд встречает богатого местного землевладельца Сэма Туви. Сэм подвозит Артура до гостиницы.
На следующий день Кидд присутствует на похоронах с мистером Пеппереллом, местным юристом. Они — единственные скорбящие. Во время проповеди, Артур замечает в конце здания женщину в чёрном. Он встречает её снова среди могильных плит. На вопросы о том, кто она, местные жители не дают ответы. И неопытному юристу приходится самому разгадывать эту тайну, и узнавать, как тесно она связана с наследством миссис Дрэблоу.

## В ролях
- Эдриан Роулинс — Артур Кидд
- Бернард Хептон — Сэм Туви
- Дэвид Дэйкер — Джозайя Фрестон
- Полин Моран — женщина в чёрном
- Дэвид Райалл — Свитмэн
- Клэр Холман — Стелла Кидд
- Джон Кэйтер — Арнольд Пепперелл
- Джон Франклин-Роббинс — священник Грит
- Фиона Уокер — миссис Туви
- Уильям Саймонс — Джон Кеквик
- Кэролайн Джон — мать Стеллы
- Стивен Маккинтош — Ролф
- Энди Найман — Джеки
- Тревор Купер — фермер
- Элисон Кинг — цыганка
- Питер Гиннесс — Стэлл Холдер

## Показ
Первая трансляция прошла на телеканале ITV в 21:00 в канун Рождества 1989 года, в 1991 году фильм вышел на VHS-лейбле WH Smith, а в 1994 году — повторно показан на Channel 4.
Выступая в 2015 году продюсер фильма Крис Берт высказал предположение, что фильм не вышел на DVD из-за возникших разногласий между дистрибьютором Central и владевшими правами на «Женщину в чёрном» визажистом, художником по костюмам и помощником режиссёра.
Фильм был выпущен на DVD в 2020 году компанией Network Distributing.

## Оценки
Фильм стал культовым и пользовался успехом как у критиков, так и у зрителей. Однако в то время как книга Хилла разошлась миллионным тиражом, картина в дальнейшем оказалась в относительную безвестности.
Английский актёр и продюсер Рисон Ширсмит назвал «Женщину в чёрном» «самой ужасающей программой, которую я когда-либо видел», в то время как режиссёр Гильермо дель Торо включил её в список любимых фильмов о сверхъестественном.

## Наследие
В 2007 году возродившаяся кинокомпания Hammer Films решила сделать новую версию «Женщины в чёрном», права на экранизацию были куплены у компании Talisman.
Фильм «Женщина в чёрном» вышел в 2012 году и стал самым успешным британским фильмом ужасов всех времен, поспособствовав возрождению интереса к оригиналу.

## Награды и номинации
Полный перечень наград и номинаций — на сайте IMDB
| Премия        | Категория                                            | Имя                                 | Результат |
| ------------- | ---------------------------------------------------- | ----------------------------------- | --------- |
| BAFTA 1990 г. | Премия BAFTA за лучшую работу художника-постановщика | Джон Банкер                         | Номинация |
| BAFTA 1990 г. | Премия BAFTA за лучший звук                          | Тони Дэйв, Джон Даунер, Ричард Кинф | Номинация |
| BAFTA 1990 г. | Премия BAFTA за лучший грим                          | Кристин Оллсопп                     | Номинация |
| BAFTA 1990 г. | Премия BAFTA за лучшую музыку к фильму               | Рэйчел Портман                      | Номинация |